# إستيل إيفانز
إستيل إيفانز (بالإنجليزية: Estelle Evans) هي ممثلة باهاماس وأمريكية، ولدت في 1 أكتوبر 1906 في باهاماس، وتوفيت في 20 يوليو 1985 بنيويورك في الولايات المتحدة.

## وصلات خارجية
- إستيل إيفانز على موقع IMDb (الإنجليزية)
- إستيل إيفانز على موقع ألو سيني (الفرنسية)
- إستيل إيفانز على موقع أول موفي (الإنجليزية)
- إستيل إيفانز على موقع قاعدة بيانات الأفلام السويدية (السويدية)
- إستيل إيفانز على موقع قاعدة بيانات الفيلم (الإنجليزية)
- إستيل إيفانز على موقع كينوبويسك (الروسية)